# Twyford and Stenson
Pour les articles homonymes, voir Twyford.
Twyford and Stenson est une paroisse civile du Derbyshire, en Angleterre.